# Jean Gabin
Pour les articles homonymes, voir Moncorgé et Gabin.
Jean Gabin, né le 17 mai 1904 dans le 9e arrondissement de Paris et mort le 15 novembre 1976 à Neuilly-sur-Seine, est un acteur français.
Commençant sa carrière comme chanteur de revue et d'opérette comme son père, il s'impose ensuite à l'écran, devenant une vedette du cinéma français, avec sa « gueule d'amour », tournant avec les réalisateurs importants de l'entre-deux-guerres comme Julien Duvivier, Marcel Carné ou Jean Renoir. Au cours de la Seconde Guerre mondiale, il s'engage dans les Forces françaises combattantes, comme marin embarqué, puis en janvier 1944 comme chef de char au régiment blindé de fusiliers-marins. Après la guerre, il connaît une période creuse. À partir de 1954 et de la sortie de Touchez pas au grisbi, il devient un « pacha » au physique imposant et au regard sombre, incarnant la plupart du temps un rôle de truand ou de policier, toujours avec droiture, dans des films souvent dialogués par Michel Audiard.
Sa filmographie de 95 films compte d'importants classiques, parmi lesquels Gueule d'amour, La Bête humaine, Pépé le Moko, Le Quai des brumes, La Grande Illusion, Un singe en hiver, Le Chat, Le Pacha et La Traversée de Paris. Il tourne avec la plupart des grands acteurs de l'époque comme Fernandel, Lino Ventura, Bourvil, Louis de Funès, Bernard Blier, Jean-Paul Belmondo ou Alain Delon, dont certains sont ses amis. Acteur populaire, il a attiré plus de 161 millions de spectateurs dans les salles après guerre, auxquels il faut ajouter les spectateurs (dont le nombre n'est pas connu) des nombreux succès obtenus parmi sa trentaine de films d'avant-guerre.
Il a remporté trois fois le prix d'interprétation masculine de la Mostra de Venise, en 1951 pour La nuit est mon royaume et en 1954 pour L'Air de Paris et Touchez pas au grisbi, ainsi que deux fois l'Ours d'argent du meilleur acteur à la Berlinale, en 1959 pour Archimède le clochard et en 1971 pour Le Chat.

## Biographie

### Enfance

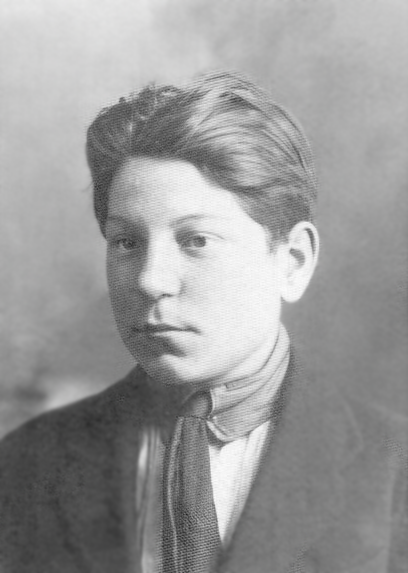
Jean Gabin dans les années 1910.

Jean Moncorgé naît le 17 mai 1904 à deux heures du matin, au 23 du boulevard de Rochechouart dans le 9e arrondissement de Paris. De son nom complet Jean Gabin Alexis Moncorgé (ou Jean Alexis Gabin Moncorgé), il sera souvent appelé Jean-Alexis Moncorgé,, et dira considérer Gabin comme son troisième prénom. 
Il est le plus jeune fils de Ferdinand Joseph Moncorgé (1868-1933), tenancier de café et comédien d'opérette sous le nom de scène de Ferdinand Gabin, et de Madeleine Petit (1863-1918), plumassière du quartier du Sentier originaire de la Nièvre, reconvertie dans le registre « chanteuse fantaisiste » de café-concert sous le pseudonyme d'Hélène Petit.
Son grand-père paternel, Ferdinand Moncorgé (1838-1910), chef-paveur à la Ville de Paris, était originaire de Mardore, dans le département du Rhône, où la famille Moncorgé était établie depuis au moins le début du XVIIe siècle, son plus lointain ancêtre paternel connu étant Pierre de Montcorgié (ou de Montcourgié) (1622-1694), « marchand de Mardore ».

Le couple a sept enfants dont trois meurent en bas âge ; outre Jean-Alexis survivent un garçon Ferdinand-Henri (1888-1939) et deux filles, Madeleine (1890-1970) et Reine (1893-1952).
Il passe ses dix premières années à la campagne, pour laquelle il garde toute sa vie un profond attachement. Loin de la vie parisienne de spectacle de ses parents, il est élevé par sa sœur aînée Madeleine, dans le petit bourg de Mériel dans le Val-d'Oise (alors Seine-et-Oise), à l'actuel 63, Grande Rue, dans une maison à l’étroite façade (voisine du musée Jean-Gabin) dont le pignon arrière, où se trouve la fenêtre de sa chambre, offre une vue sur la gare de Mériel.
En 1914, un coup appuyé lors d'un combat de boxe lui écrase le nez. Le 18 septembre 1918, alors qu'il a quatorze ans, sa mère meurt. Il obtient son certificat d'études primaires à l'école rue de Clignancourt, mais mauvais élève il délaisse le lycée Janson-de-Sailly à Paris, où il est inscrit, et enchaîne les petits métiers : garçon de bureau à la Compagnie parisienne de distribution d'électricité, cimentier à la gare de la Chapelle, manœuvre dans une fonderie, magasinier aux magasins d'automobiles de Drancy, vendeur de journaux. À 17 ans, il veut, comme son grand-père maternel, devenir conducteur des locomotives à vapeur dont il peut voir les évolutions depuis sa chambre.

### Premiers pas au music-hall
En 1922, son père le pousse à entrer dans le monde du spectacle, à 18 ans, sous le nom de Jean Gabin. Il aurait dit au directeur des Folies Bergère Fréjol, un de ses amis : « Tiens, voici mon fiston. Il aimerait faire du théâtre. Peux-tu l'aider ? Si tu arrives à en tirer quelque chose, tu auras bien du mérite. Moi, j'y renonce… »[réf. nécessaire]. Jean Moncorgé, devenu figurant , est placé sous la bienveillance du comique troupier Bach.
De 1924 à 1925, Jean-Alexis Moncorgé effectue son service militaire dans la marine nationale, d'abord comme fusilier marin à Lorient, puis au ministère de la Marine à Paris. 
En 1926, à 22 ans, il devient un véritable artiste de music-hall et chanteur d'opérette. Il fait monter sur scène La Goulue auprès de Mistinguett, et il imite Maurice Chevalier. Il entame un tour de chant avec succès pendant deux ans dans toute la France. Il part en 1927 pour le Brésil avec Gaby mais l'affaire tourne au fiasco : ni contrat, ni tournée, ni cachet. Il rentre à Paris via Cherbourg puis, lors d'une audition au printemps 1928, au Moulin Rouge Mistinguett le remarque et lui propose de rejoindre sa troupe. Il débute comme boy, le 18 avril 1928, dans la revue Paris qui tourne. En chantant On m'suit, Julie c'est Julie et La Java de Doudoune de José Padilla en 1928, il devient le partenaire de Mistinguett, qui vient de rompre avec Maurice Chevalier, au Moulin-Rouge et aux Bouffes-Parisiens dont le directeur est le célèbre auteur de l'époque Albert Willemetz.
À partir de 1929, il joue les jeunes premiers dans des opérettes comme Flossie ou Les Aventures du Roi Pausole, toutes deux sur des paroles d'Albert Willemetz. Il vit une amourette avec Jacqueline Francell, sa partenaire de Flossie, et divorce de Gaby.

### Débuts au cinéma et consécration (1928-1939)

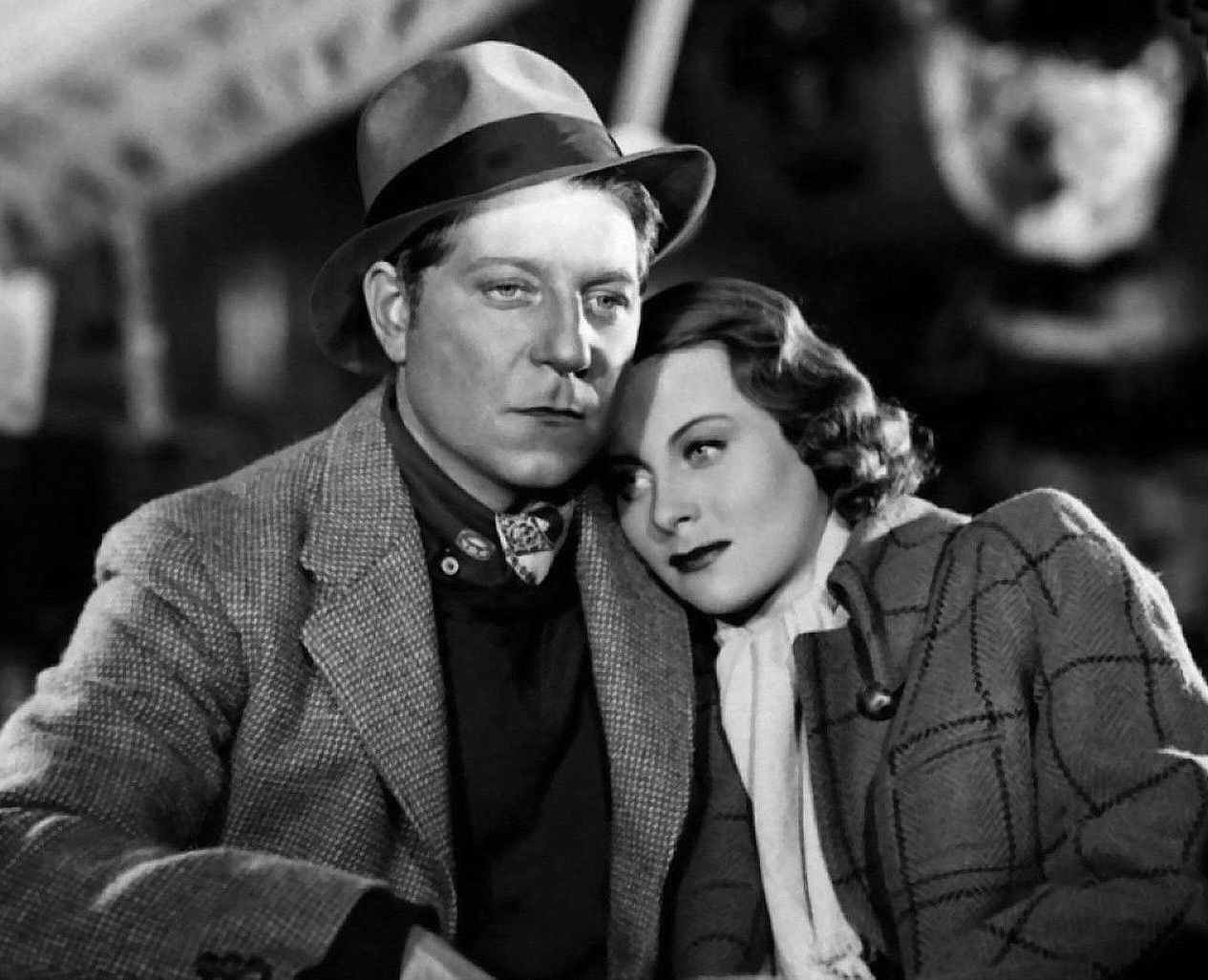
Jean Gabin et Michèle Morgan dans Le Quai des brumes de Marcel Carné de 1938.

En 1928, il fait ses débuts au cinéma dans deux courts métrages avec le comique Raymond Dandy, Ohé les valises ! et On demande un dompteur.
Ce n'est que deux ans après l'arrivée du cinéma sonore en Europe que Jean Gabin, après avoir refusé de tourner dans Le Chemin du paradis, fait ses véritables débuts cinématographiques en tournant en 1930 Chacun sa chance, un des premiers films parlants du cinéma français, dans lequel il joue aux côtés de son ex-épouse Gaby Basset et du chanteur Jean Sablon.
Par la suite, il enchaîne les tournages, étant tour à tour policier dans Méphisto, cambrioleur dans Paris Béguin, vendeur de TSF dans Tout ça ne vaut pas l'amour, mécanicien dans Gloria, soldat récalcitrant dans Les Gaietés de l'escadron, capitaine de péniche dans La Belle Marinière, que Gabin considère comme son premier grand rôle à l'écran, ingénieur dans Le Tunnel et Adieu les beaux jours.
En 1934, il tourne pour la première fois sous la direction de Julien Duvivier dans Maria Chapdelaine et Golgotha, dans lequel il prête ses traits à Ponce Pilate.
Il tourne également en 1934 aux côtés de Joséphine Baker dans Zouzou, mis en scène par Marc Allégret. À partir de 1935, il devient une star du cinéma français grâce à son « charisme exceptionnel » et à Julien Duvivier qui lui offre les rôles principaux de La Bandera avec Annabella, qui est son premier succès, La Belle Équipe avec Charles Vanel, dans lequel il chante la chanson Quand on s'promène au bord de l'eau, et Pépé le Moko. Il incarne des héros tragiques et romantiques d'origine populaire.

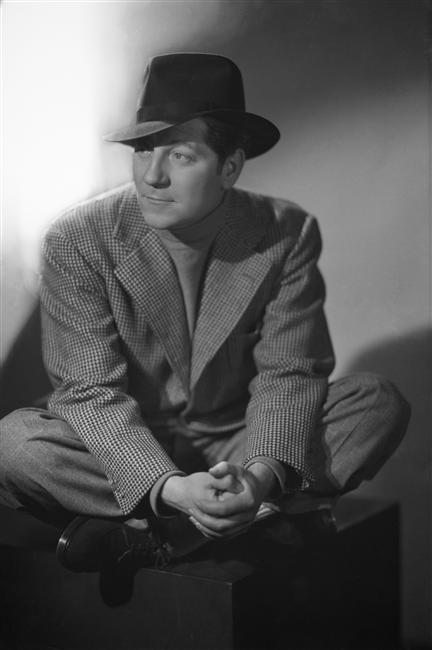
Studio Harcourt en 1939.

Jean Renoir l'impose dans Les Bas-Fonds avec Louis Jouvet puis, en 1937, dans le film de guerre La Grande Illusion avec Pierre Fresnay, Marcel Dalio et Erich von Stroheim, qui obtient un énorme succès public et critique, devenant au fil des années un classique du cinéma français.
La même année, il tourne Gueule d'amour, de Jean Grémillon, où il retrouve Mireille Balin, sa partenaire de Pépé le Moko et le méconnu Le Messager, de Raymond Rouleau.
En 1938, il tient le rôle d'un déserteur dans Le Quai des brumes aux côtés de Michel Simon et de la jeune Michèle Morgan, à laquelle il murmure le célèbre « T'as d'beaux yeux tu sais ». C'est sa première collaboration avec Marcel Carné et Jacques Prévert. Il campe ensuite le personnage de Trott, toujours face à Morgan, dans Le Récif de corail de Maurice Gleize (sorti en 1939), puis un conducteur de locomotive dans La Bête humaine de Jean Renoir, et La Marie du port.
En 1939, il tourne à nouveau sous la direction de Marcel Carné dans Le jour se lève, drame dans lequel il partage la vedette avec Jules Berry, Arletty et Bernard Blier.

Le 3 septembre 1939, mobilisé dans la marine nationale à Cherbourg (Cherbourg-Octeville depuis 2000 puis Cherbourg-en-Cotentin depuis 2016), il obtient une permission exceptionnelle pour terminer le film Remorques, avec Michèle Morgan avec qui il vit une brève idylle. 

### Les années de guerre

#### Expatrié aux États-Unis pendant la guerre (1940-1943)
En octobre 1940, il avait accompagné à la gare Saint-Charles à Marseille Michèle Morgan, qui partait pour Barcelone, puis le Portugal, afin de rejoindre les États-Unis. Souhaitant également la rejoindre, il va à Vichy pour obtenir une autorisation.
Le 2 février 1941, refusant de tourner pour les Allemands pendant l'Occupation, il franchit la frontière espagnole en février 1941, sans que l'on sache s'il le fait légalement. À Barcelone, il obtient un visa du consulat américain et peut gagner New York à bord de l'Exeter. Il s'expatrie à Hollywood aux États-Unis où il retrouve les Français Jean Renoir, Julien Duvivier, Charles Boyer, Jean-Pierre Aumont, etc.
Aux États-Unis, il tourne notamment, après avoir appris l'anglais, La Péniche de l'amour avec Ida Lupino.
Durant cette période, il fréquente brièvement Ginger Rogers et Patricia Morison. Ayant refait le trajet depuis Los Angeles après une période d'ennui, pendant l'été 1941, il rencontre Marlene Dietrich à New York. Il emménage avec elle en Californie dans une villa que Greta Garbo leur loue, puis au 1006 Cove Way, dans une villa de Beverly Hills. Gabin ayant le mal du pays, Marlène Dietrich tente de le soulager par sa cuisine ou des distractions lui rappelant la France. 
Déjà très célèbre, il pourrait tenter une carrière d'acteur aux États-Unis, mais tourne peu malgré son contrat avec la Fox (il avait signé un premier contrat en 1937, mais ne l'avait pas honoré). Par ailleurs, l'acteur intéresse moins les studios hollywoodiens pendant cette période de guerre : ils n'ont plus accès aux salles européennes et donc au public habituel de Jean Gabin. La presse l'accueille néanmoins avec enthousiasme, le magazine Photoplay publiant un reportage de quatre pages avec comme titre : « Escaped from the Nazis ».
Jean Gabin devait également tourner dans un film catastrophe, The Day that Shook the World, un tremblement de terre vu depuis une colonie pénitentiaire, mais la Fox annule le projet. On lui propose alors Tampico, un film d'aventure avec Gene Tierney, mais Jean Gabin refuse et la société de production se lasse. Un projet avec Jean Renoir (en contrat chez RKO) est envisagé, où Jean Gabin interpréterait un garçon de café dans un pays tropical, avec notamment Michèle Morgan comme partenaire (A Thief in the Night), mais l'acteur se détourne du cinéma et pense à la France, voyant plusieurs acteurs américains participer à l'effort de guerre (Carole Lombard vend des bons de guerre, Charles Laughton déclame du Shakespeare dans une tournée et reverse les bénéfices à ce profit, Bette Davis et John Garfield tiennent la cantine de Hollywood, un club où les soldats sont servis par des stars). Il confie plus tard : « J'étais malade à l’idée d'être obligé de finir ma vie aux États-Unis. Je ne pouvais pas rester les mains dans les poches, continuer à faire des grimaces devant une caméra — en étant bien payé en plus — et attendre tranquillement que les autres se fassent descendre pour que je retrouve mon patelin ».
Après qu'il a pris contact avec la France combattante, fin 1942, il lui est demandé de jouer dans le film L'Imposteur, dont le succès critique et public est mitigé. Long-métrage de propagande gaulliste saluant aussi la bénéfique entrée en guerre américaine, ce film tourné en anglais est produit par le service américain de propagande avec, au générique, seulement deux Français : Julien Duvivier et Jean Gabin. De plus, Gabin déclarera dans un entretien à Cinévie : « Ce que valent les films tournés à Hollywood, je n'en sais rien. Et ça n'a pas d'importance. On donne, en ce moment à Paris, The Impostor. Je n'irai pas le voir. Quand je l'ai fait, il était utile de le faire. J'ai tourné des films dans le goût américain, pour des Américains. C'était eux qu'il fallait toucher alors et je suis content si j'ai réussi. Si maintenant les Français n'aiment pas ça, ils auront peut-être raison parce que les circonstances ne sont pas les mêmes ».

#### Engagé dans les Forces françaises combattantes (1943-1945)
Par patriotisme, il s'engage, en avril 1943, dans les Forces françaises combattantes du général de Gaulle pour libérer son pays. Embarqué comme canonnier, chef de pièce sur le pétrolier Élorn, il traverse l'Atlantique en convoi à destination de Casablanca. Le convoi est attaqué par des sous-marins et par des avions allemands aux approches de la Méditerranée et au large du cap Ténès. Volontaire au Régiment blindé de fusiliers-marins, il est sur sa demande chef de char, à bord du M10 Wolverine Souffleur II, sous les ordres de l'enseigne de vaisseau et futur vice-amiral André Gélinet. Il appartient alors au 2e escadron du régiment blindé de fusiliers-marins de la célèbre 2e division blindée du général Leclerc.
Au printemps 1945, il participe à la libération de la poche de Royan puis à la campagne d'Allemagne qui le conduit au Nid d'aigle d'Hitler à Berchtesgaden. À la fin de la guerre, il est décoré de la Médaille militaire et de la Croix de guerre.

Matériel de Jean Gabin-Moncorgé. Collections du musée Jean-Gabin à Mériel. Exposé au musée de la Libération en 2018.
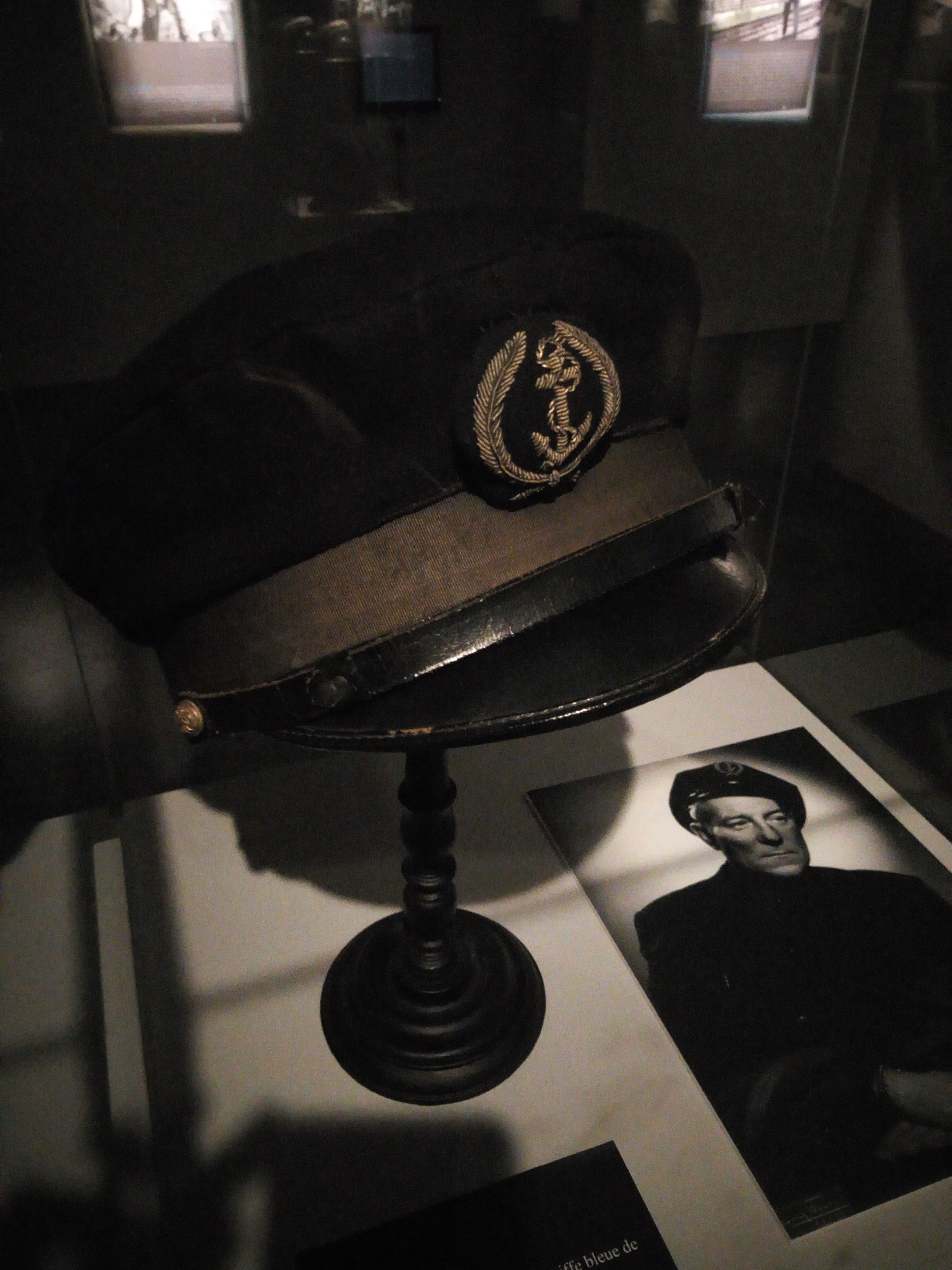
Casquette de second maître à coiffe bleue (hiver), 1944-1945.
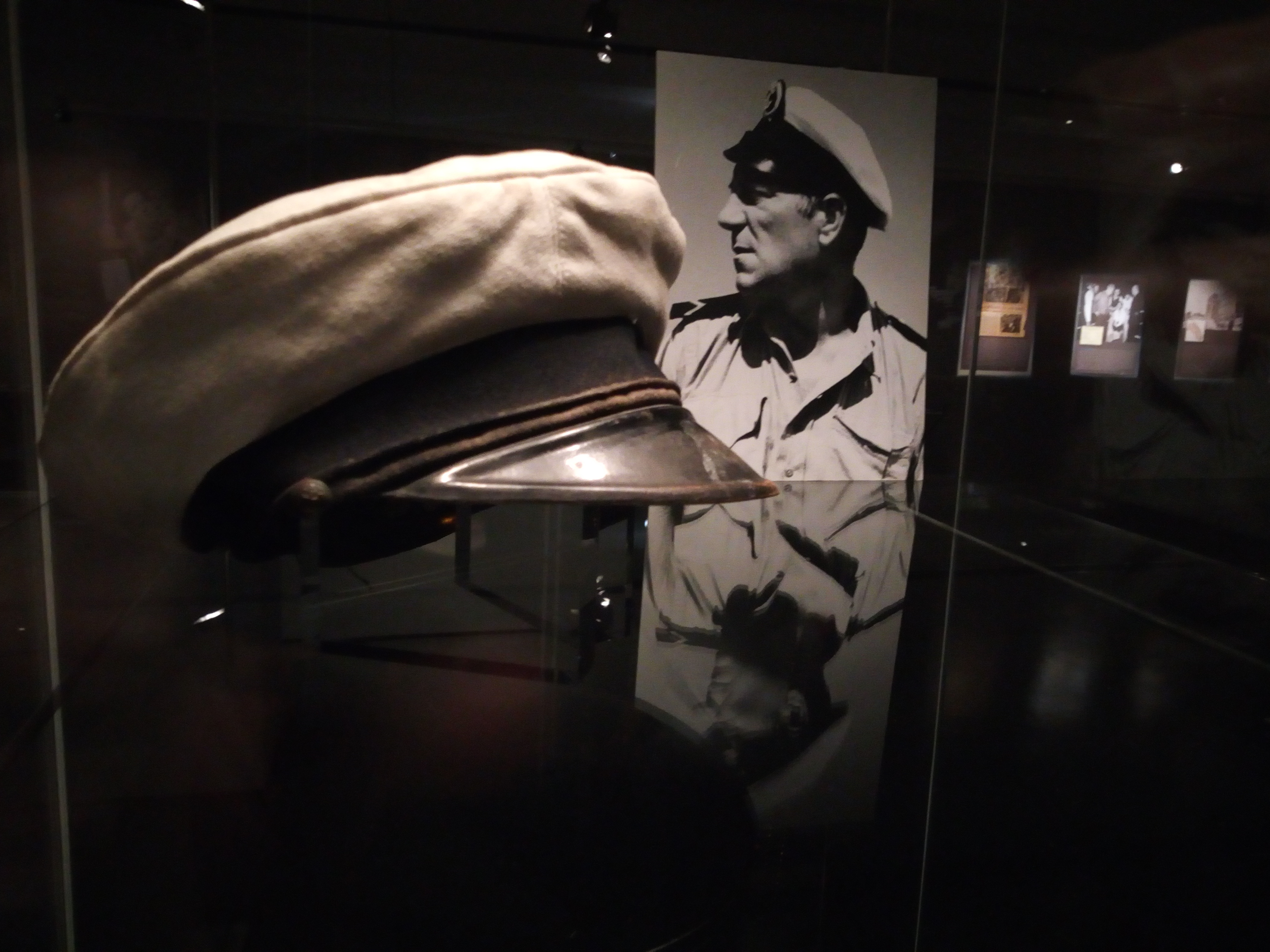
Casquette de second maître à coiffe blanche (été), 1944-1945.
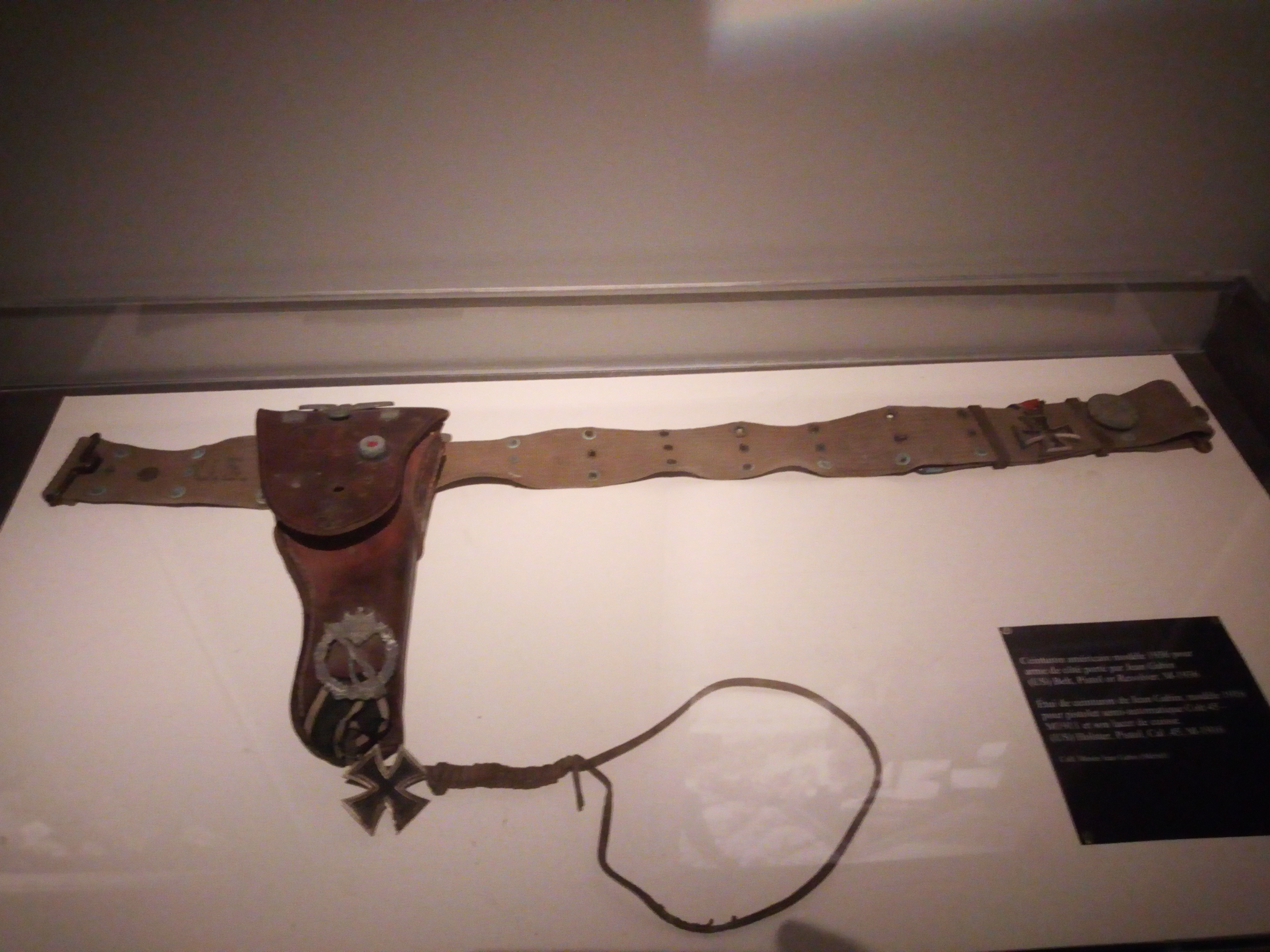
Ceinturon et son étui, avec des décorations nazies récupérées pendant la guerre.
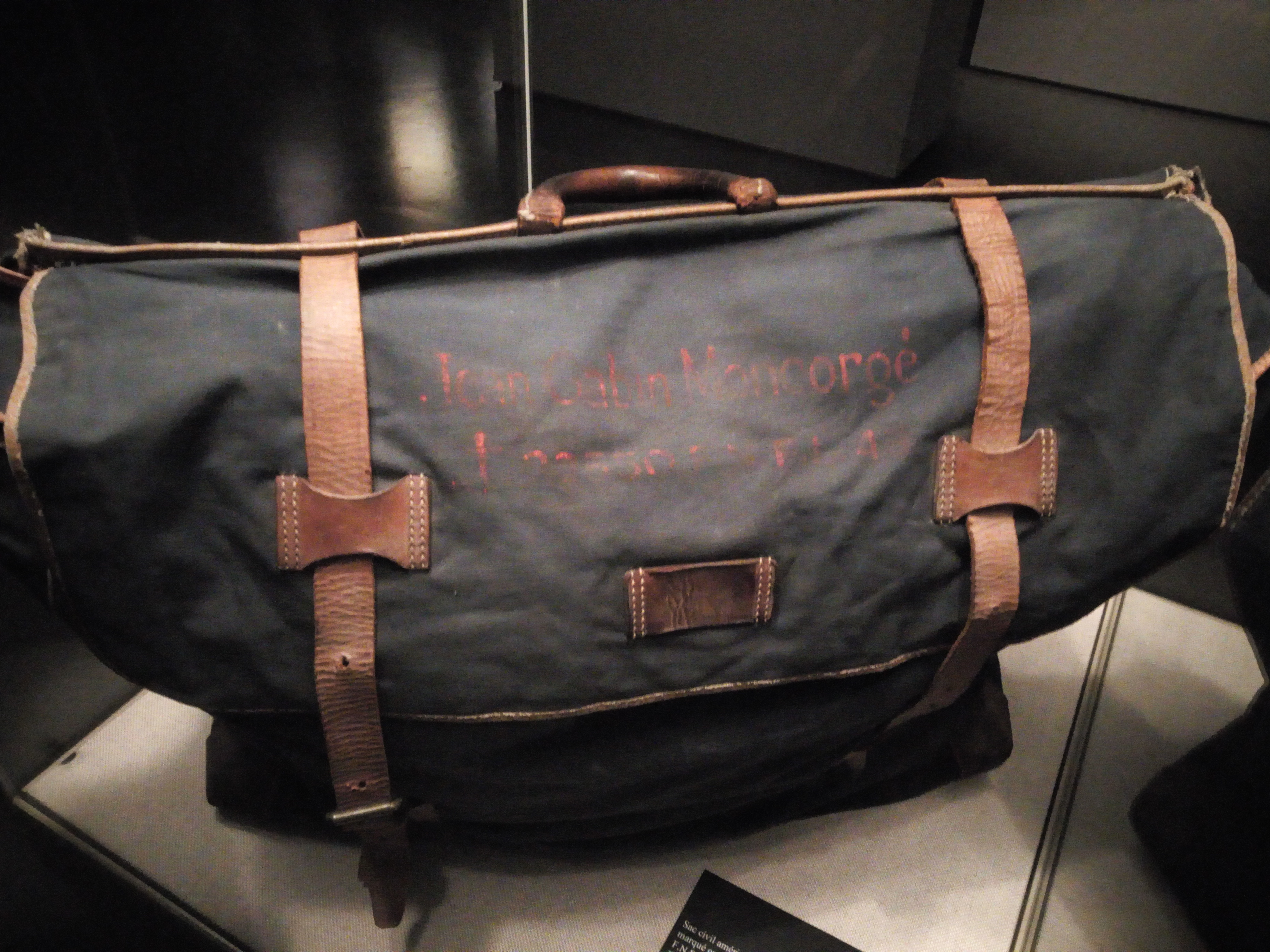
Sac civil américain, avec l'inscription « Jean Gabin Moncorgé 22550, F.N.F.L., 43 ».

En juillet 1945, à 41 ans, le « plus vieux chef de char de la France Libre » est démobilisé et revient au monde du spectacle avec des cheveux blancs. Toute sa vie, il reste très attaché à la marine nationale et proche de celui qui fut son chef, le vice-amiral Gélinet et sa famille.
Après avoir retrouvé Marlène Dietrich en Allemagne, il revient en France. Il refuse de défiler sur les Champs-Élysées et observe son ancien char passer, depuis un balcon de l'hôtel Claridge.

### Retour en France (1946-1950)

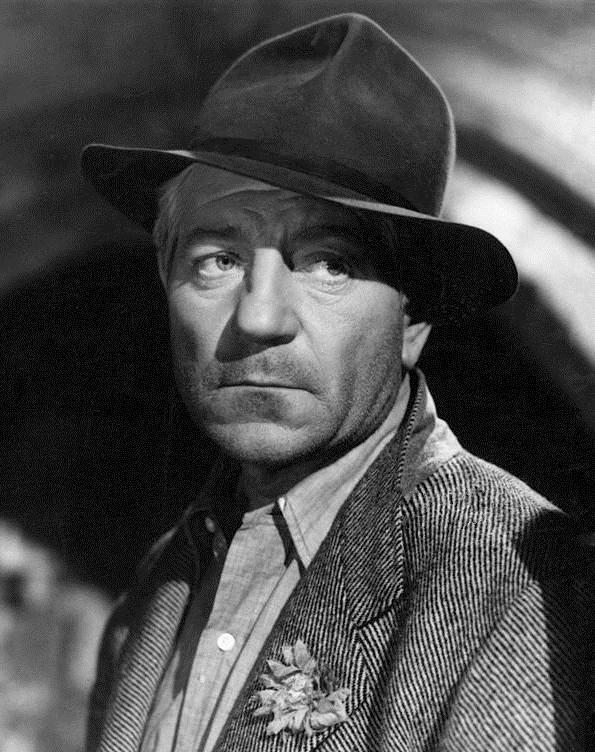
Au-delà des grilles (1949).

De retour en France, il veut reprendre sa carrière d'acteur mais il a changé physiquement et moralement et de nouveaux acteurs romantiques sont apparus, tels que Jean Marais, Gérard Philipe ou Daniel Gélin. Il renonce à jouer Les Portes de la nuit, de Marcel Carné, avec sa compagne Marlene Dietrich car cette dernière refuse d'interpréter la fille d'un collaborateur. En 1946, après avoir acheté les droits du roman, il incarne le rôle-titre de Martin Roumagnac, aux côtés de Marlene Dietrich. Le film, éreinté par la critique, obtient pourtant à l'époque un succès commercial avec 2,4 millions d'entrées. Toutefois, le film est victime d'une légende qu'il est d'usage de lire et entendre, prétendant que ce film a été un cuisant échec commercial.

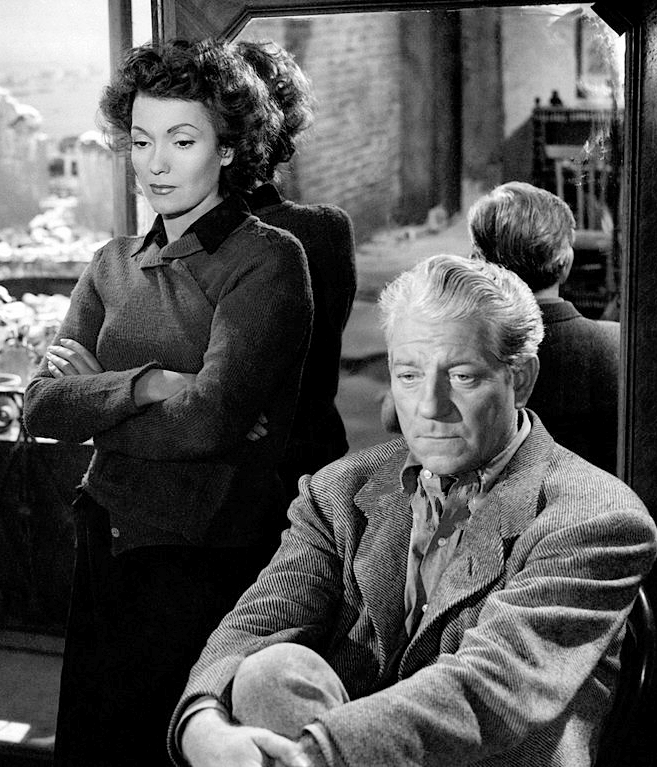
Au-delà des grilles, avec Isa Miranda, en 1949.

Cependant, ce succès n'est pas réitéré l'année suivante avec le film policier Miroir, dans lequel il est un financier et gangster à ses heures. De plus, il a du mal à trouver un rôle à sa mesure.
Alors que sa relation avec Marlene Dietrich s'étiole, il noue, fin 1945 et en 1946 un lien avec Maria Mauban,, puis, en 1947, avec Colette Mars. Ces relations restent sans suite.
La même année, il tient le rôle principal du long-métrage Au-delà des grilles, qui obtient un succès honorable en salles, tandis que le film obtient l'Oscar du meilleur film étranger, et triomphe au théâtre dans la pièce La Soif, d'Henri Bernstein, aux côtés de Madeleine Robinson et Claude Dauphin.

### Le retour du succès (1950-1973)

#### Changement d'image

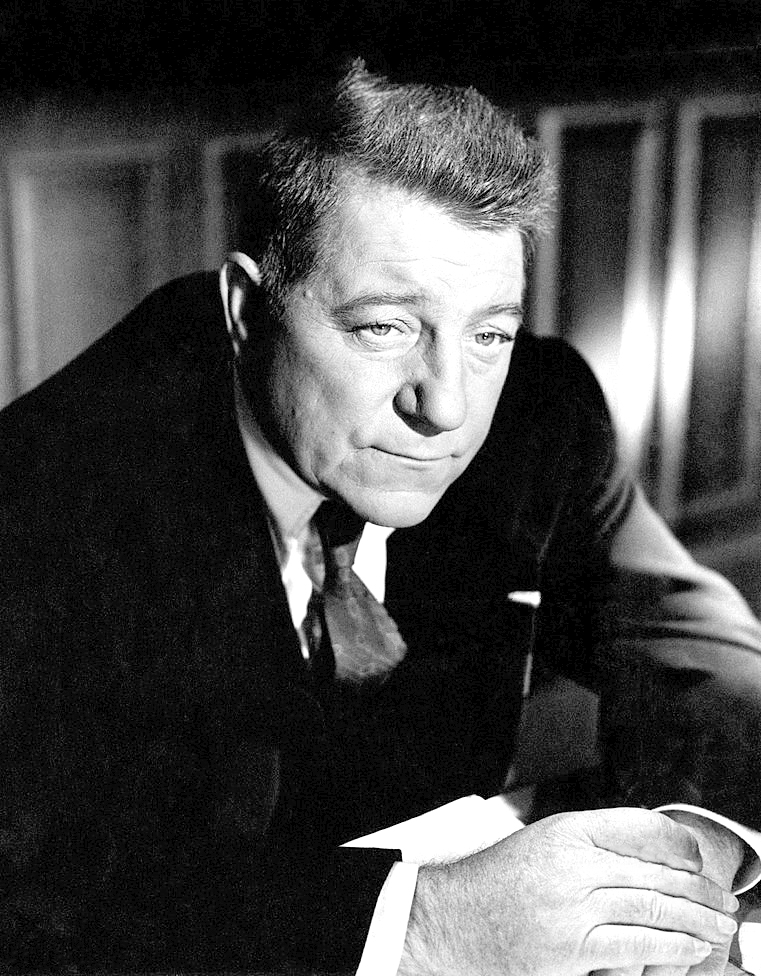
Chiens perdus sans collier (1955).

En 1950, il retrouve Marcel Carné pour le long métrage La Marie du port, adaptation du roman de Georges Simenon, qui avec 2,6 millions d'entrées, permet de confirmer le succès de Gabin après son triomphe théâtral avec La Soif. Son détour dans le cinéma italien avec le drame fantastique Pour l'amour du ciel la même année passe toutefois inaperçu (plus de 679 000 entrées).
En 1951, il est le narrateur de De sacs et de cordes, une pièce musicale de Léo Ferré écrite pour la radio, qu'il interprète tandis que Léo Ferré dirige l'orchestre et les chœurs de la radio nationale. Au cinéma, on le retrouve dans une adaptation d'une pièce d'Henri Bernstein (Victor), mais sa prestation d'un mécanicien de locomotive aveugle à la suite d'un accident dans le drame La nuit est mon royaume lui permet de rencontrer l'éloge de la critique et de remporter la Coupe Volpi de la meilleure interprétation masculine à la Mostra de Venise. Le succès critique se confirme dans les salles avec un bon accueil du public (2,5 millions d'entrées).
Son film suivant, La Vérité sur Bébé Donge, adapté d'un roman de Georges Simenon, dans lequel il est un industriel coureur de jupons empoisonné par son épouse (Danielle Darrieux), n'est pas un grand succès populaire (1,2 million d'entrées), mais il est considéré au fil des ans comme une œuvre marquante.
Il réalise en juillet 1952 un de ses rêves d'enfant en entreprenant d'investir une bonne partie de ses revenus dans le domaine de La Pichonnière, situé sur la commune de Bonnefoi, dans le canton de Moulins-la-Marche, dans l'Orne, en Normandie.
Il agrandit progressivement le domaine environnant par plusieurs acquisitions successives. À proximité, il fait construire en 1956 et 1957 une demeure baptisée La Moncorgerie, qui devient sa résidence familiale. Avec l'idée d'assurer la subsistance de sa famille, il se lance dans l'élevage des bovins.
Passionné par les chevaux, il monte aussi à La Pichonnière, à la fin des années 1950, une écurie d'une quinzaine de chevaux de course, qui, sous les couleurs Bouton d'or, toque lilas, ainsi décrites par l'acteur lui-même, acquiert une certaine renommée dans le milieu hippique.
À la fin des années 1950, il fait aménager sur un terrain lui appartenant, non loin de là, à Moulins-la-Marche, un hippodrome, qui est nommé après sa mort : hippodrome Jean-Gabin.
En 1952, il retrouve Michèle Morgan dans La Minute de vérité, de Jean Delannoy, qui fera plus de 3 millions d'entrées.
Il renoue véritablement avec le succès public en tant que tête d'affiche grâce à Touchez pas au grisbi de Jacques Becker, en 1954, qui enregistre 4,7 millions d'entrées en France. Avec ce film, il retrouve un rôle à sa mesure en changeant son image : celle d'un homme d’expérience, autoritaire et qui impose le respect. C'est durant ce tournage qu'il rencontre celui qui devient un de ses amis, Lino Ventura, dont c'est le premier film.
Le retour du succès lui vaut de recevoir à trois reprises, une Victoire du Cinéma français, en 1952, 1955 et 1956.
Le 21 avril 1954, André-Georges Brunelin, un de ses proches, organise à la Salle Pleyel, à Paris, une manifestation à l'occasion de ses 50 ans et de ses 25 ans de carrière. L'événement réunit quelque deux mille personnes, dont les principaux amis de l'acteur.

#### Rencontre avec Audiard

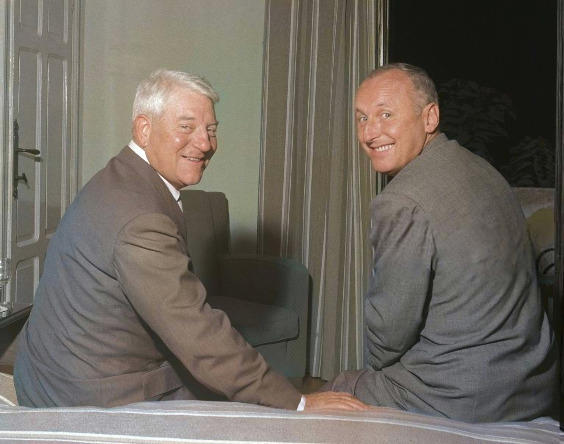
Avec son ami Bourvil en 1956, à Venise (Italie).

Son succès se confirme avec L'Air de Paris de Marcel Carné, puis avec French Cancan de Jean Renoir en 1955. Michel Audiard, qui devient son ami, est, avec ses dialogues, pour beaucoup dans le succès de ses films à venir, à commencer par Gas-oil et Le rouge est mis de Gilles Grangier. 
Par la suite, il enchaîne film sur film : il est le maréchal Lannes dans la prestigieuse et pléthorique distribution du Napoléon de Sacha Guitry ; flic infiltré dans Razzia sur la chnouf ; juge pour enfants dans Chiens perdus sans collier ; chauffeur routier dans Des gens sans importance ; restaurateur dans Voici le temps des assassins ; artiste peintre bourgeois s'encanaillant en transportant avec Bourvil de la viande pour le marché noir dans le classique La Traversée de Paris, dont il partage une scène devenue culte avec Louis de Funès, alors méconnu du grand public ; et médecin dans Le Cas du docteur Laurent.
En 1956, il achète une première maison à Deauville et s'établit dans cette station balnéaire avec femme et enfants. Deux autres maisons suivent, qui l'accueillent à demeure ou le temps des vacances. Le mois d'août le voit très assidu pour suivre les courses, à l'hippodrome de la Touques. « Pour nous, Deauville a toujours été associé aux vacances, raconte sa femme. Jean venait là pour se reposer. Il trouvait à Deauville une douceur de vivre à laquelle il était tout particulièrement attaché. ».

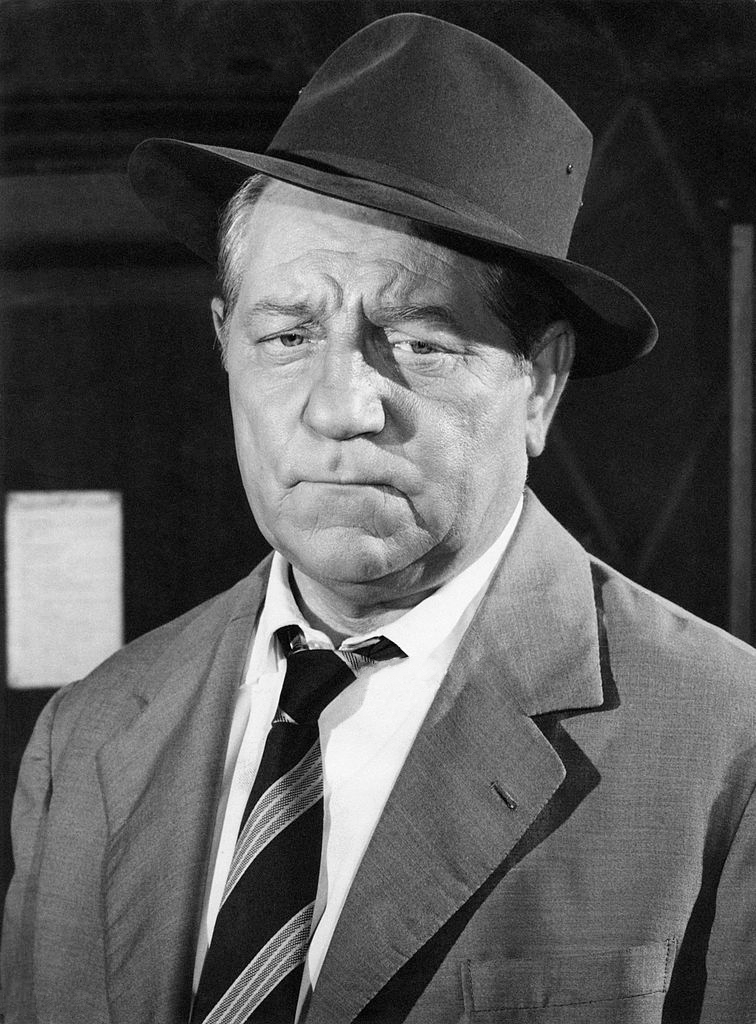
Jean Gabin dans le rôle du commissaire Maigret en 1958.

En 1958, il prête ses traits au commissaire Jules Maigret dans Maigret tend un piège, rôle qu'il reprend à deux reprises et connaît le plus grand succès public de sa carrière avec Les Misérables, devenant le Jean Valjean du film aux côtés de Bourvil et de Bernard Blier.
Sa carrière est sur sa lancée, confirmée avec notamment En cas de malheur, avec Brigitte Bardot ; Les Grandes Familles, avec Pierre Brasseur ; Archimède le clochard (film dont il a eu l'idée).

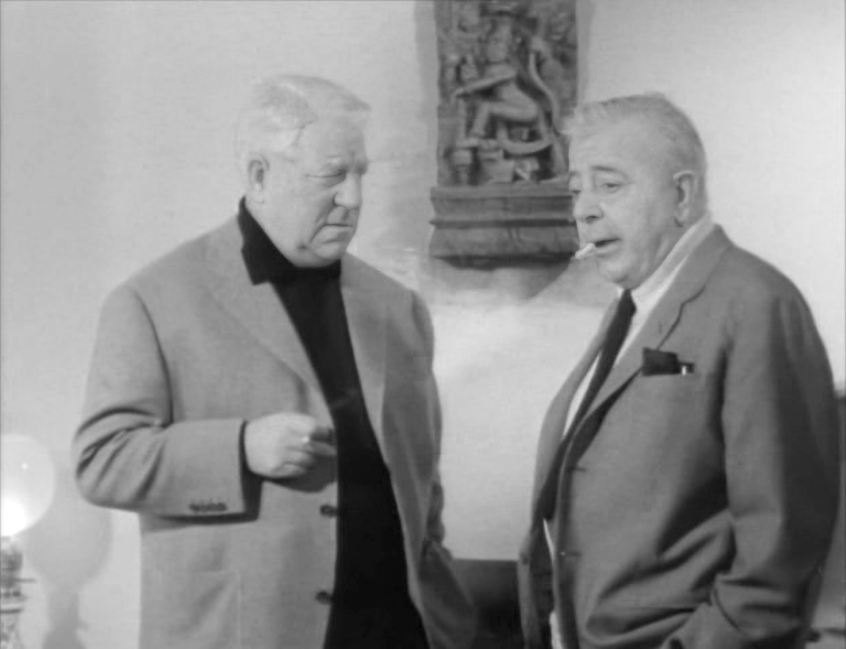
Jean Gabin (à gauche) et Jacques Prévert dans le film documentaire Mon frère Jacques (1961) par Pierre Prévert.

En novembre 1959, il est nommé chevalier de la Légion d'honneur et il reçoit les insignes le 23 février 1960 des mains de Michel Fourré-Cormeray, directeur général du Centre national de la cinématographie française, sur le plateau où il tourne Les Vieux de la vieille de Gilles Grangier.
Son contrat exclusif avec le producteur Jacques Bar, rencontré à Deauville en 1959, lui offre au début des années 1960, une série de beaux succès, tels que le drame politique Le Président, la comédie policière Le cave se rebiffe, la comédie dramatique Un singe en hiver, dans laquelle il partage la vedette avec Jean-Paul Belmondo.

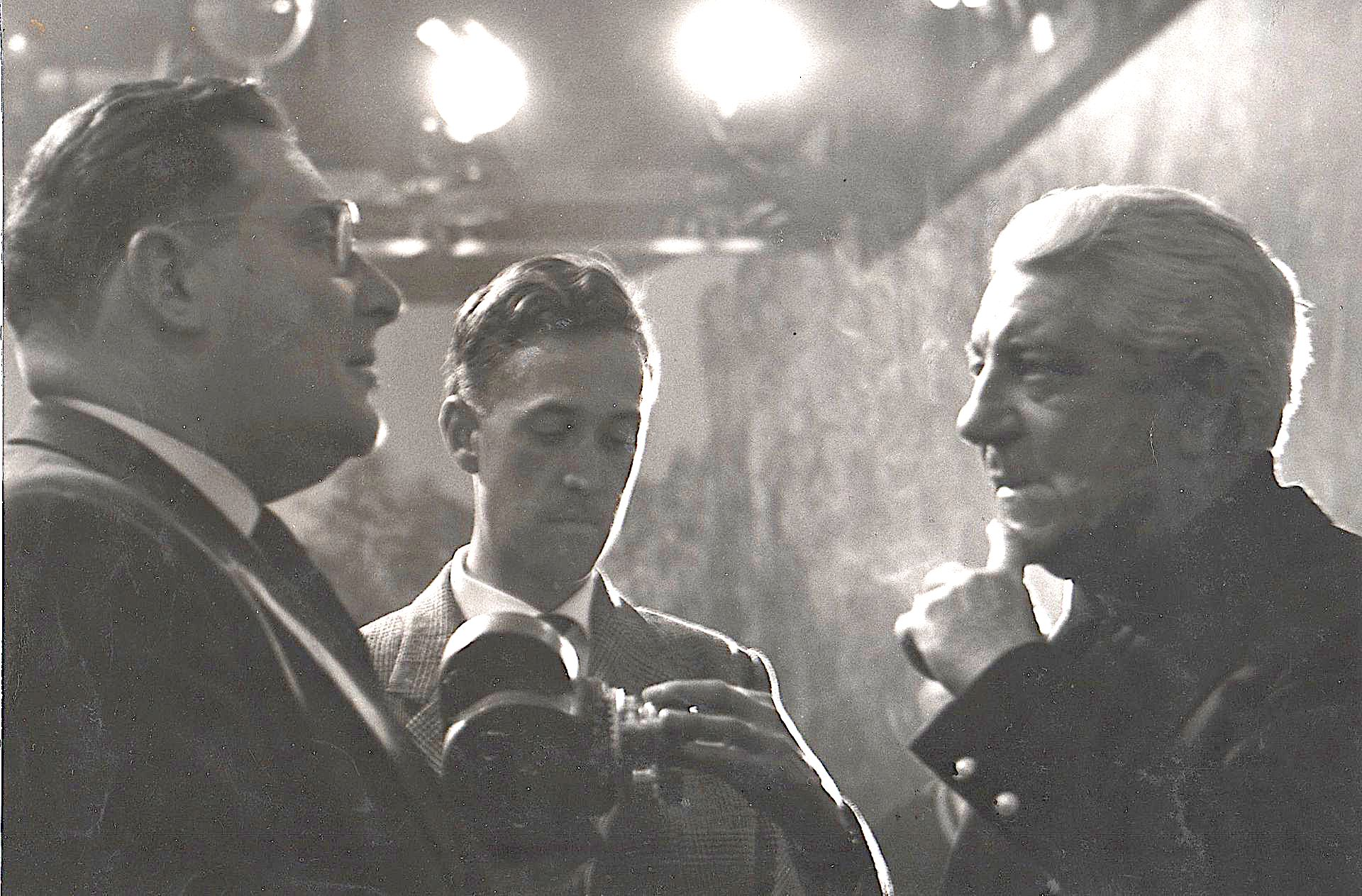
En 1959, Gabin passionné de sports de combats aux côtés de Léon Zitrone (à gauche) et Claude Fayard (au centre).

Dans la nuit du 27 au 28 juillet 1962, sept cents agriculteurs encerclent son domaine familial normand de La Pichonnière pour protester contre la centralisation des terres, en exigeant la location de deux fermes à de jeunes éleveurs en difficulté. Gabin ayant acquis plus de 150 ha , les cultivateurs ouvrent un conflit avec le célèbre acteur néorural pour médiatiser les problèmes du monde agricole. Cette situation bouleverse profondément et blesse à vie l'intéressé, qui se sent rejeté par la communauté paysanne normande dont il a tant souhaité faire partie. La presse mobilisée pour couvrir l'évènement, prend majoritairement la défense de l'acteur, mettant en avant les grands travaux d'aménagement et de modernisation effectués par ce dernier sur ses terres, et dénonçant les manifestants comme tenants d’un « corporatisme arriéré ».
Annonçant qu'il va vendre ses terres, Gabin accepte finalement de louer deux fermes à des jeunes. Il porte plainte contre X pour « violation de domicile et tentative d'extorsion de signature ». Défendu par Me René Floriot, il retire finalement sa plainte, dans un souci d'apaisement, en pleine audience du procès au palais de justice d'Alençon le 22 avril 1964,.
Durant cette même période, il connaît son premier revers avec Le Gentleman d'Epsom (1962), dans lequel il joue aux côtés de Louis de Funès, qui ne rencontre qu'un succès médiocre, échec vite effacé par le triomphe de Mélodie en sous-sol l'année suivante, avec Alain Delon.
Son contrat avec Jacques Bar n'étant pas renouvelé, il crée en 1963 avec Fernandel, la société de production Gafer. La Gafer produit L'Âge ingrat, interprété par Jean Gabin avec Fernandel, puis d'autres films, interprétés par l'un ou par l'autre des deux acteurs.

Lino Ventura, Jean Gabin et Alain Delon lors du tournage du film Le Clan des Siciliens, en mars 1969 à Rome.

La fin des années 1960 est marquée par Le Tonnerre de Dieu, Le Pacha, Le Tatoué, avec Louis de Funès et Le Clan des Siciliens, avec Alain Delon et Lino Ventura, qui confirme le statut de l'acteur, parvenu à la soixantaine.
Dans les années 1970, sa carrière s'enrichit de sept films supplémentaires mais marque une baisse de régime ; l'acteur rencontre pourtant encore le succès public avec La Horse de Pierre Granier-Deferre et Deux Hommes dans la ville de José Giovanni, sa dernière collaboration avec Alain Delon. Il obtient également l'Ours d'argent au Festival de Berlin pour son interprétation dans Le Chat en 1971, œuvre que l'acteur considère comme son meilleur film de l'après-guerre.
Au début des années 1970, le nom de Jean Gabin est évoqué, parmi d'autres, pour interpréter Don Corleone dans Le Parrain. 
En 1973 sort le film L'Affaire Dominici dans lequel il interprète le rôle principal de Gaston Dominici.
En 1976, Sergio Leone lui propose de jouer dans son nouveau projet Il était une fois en Amérique, que Gabin décline.

### Les dernières années (1974-1976)
En 1974, près de quarante ans après Quand on s'promène au bord de l'eau, Gabin enregistre la chanson Maintenant je sais, écrite par Jean-Loup Dabadie. Cette chanson rencontre un succès en 45 tours (plus de 300 000 exemplaires vendus) et sort également en version anglaise. En juillet de cette même année, il est nommé directement officier dans l'ordre national du Mérite.
Le 13 novembre 1975, il assiste au départ du porte-hélicoptères Jeanne d'Arc sur lequel son fils Mathias est embarqué en qualité de maître d'hôtel des officiers mariniers supérieurs. Il est interviewé sur la passerelle par Yves Mourousi au journal télévisé de 13 heures.
Le 3 avril 1976, il préside la première cérémonie des César. Deux semaines plus tard, il est à l'affiche de L'Année sainte, de Jean Girault. Ce sont ses dernières apparitions en public et sur grand écran. Il prévoit de tourner dans Le Chat et la Souris de Claude Lelouch, mais n'aura pas le temps de réaliser ce souhait, il sera remplacé par Serge Reggiani.
Promu officier de l'ordre national de la Légion d'honneur dans la promotion du 14 juillet 1976, c'est son ami le vice-amiral André Gélinet qui lui remet les insignes le 13 novembre 1976, peu avant sa mort. Le général d'armée Alain de Boissieu, gendre du général de Gaulle et alors grand chancelier de la Légion d'honneur, lui avait envoyé le 6 juillet précédent une lettre lui annonçant sa promotion dans les termes suivants : "Cher Monsieur et cher camarade de combat, il m'est agréable de vous faire connaître que le Conseil de l'Ordre vient de rendre, en faveur de votre candidature à la croix d'Officier de la Légion d'Honneur, la déclaration de conformité requise. Toutefois puis-je vous demander de tenir cette information pour confidentielle jusqu'à sa parution au Journal Officiel. Je vous en félicite chaleureusement et je vous demande de croire à la fidèle admiration de vos camarades de la Division Leclerc. Général de Boissieu".
En octobre 1976, il apprend lors d'une interview télévisée du président de la FNSEA, Michel Debatisse, qu'il ne touchera pas l'indemnisation de l'« impôt sécheresse ». Comprenant qu'il ne sera jamais accepté par le monde paysan, il décide de vendre son domaine agricole normand de La Pichonnière. Cet événement le touche profondément.

### Décès et obsèques
Quelques semaines plus tard, le 15 novembre 1976, il meurt à l'âge de 72 ans des suites d'une leucémie à l'Hôpital américain de Neuilly-sur-Seine. Il avait connu quelques problèmes de santé sur le tournage de Deux hommes dans la ville (1973).
Ses obsèques, le 17 novembre, au crématorium du cimetière du Père-Lachaise, attirent une foule considérable et sont retransmises à la télévision. Selon ses dernières volontés, son corps est crématisé. Ses cendres sont ensuite transférées à Brest pour être dispersées en mer. Le 19 novembre 1976 se déroule, en présence de son épouse, de ses enfants, de personnalités amies comme Gilles Grangier, Alain Delon et Odette Ventura, une cérémonie simple et solennelle à bord de l'aviso Détroyat,. Ces honneurs militaires de la Marine nationale lui sont rendus sur autorisation exceptionnelle du président de la République Valéry Giscard d'Estaing. L'urne funéraire est ouverte depuis la plage arrière de l'aviso, en mer d'Iroise, à 20 nautiques de Brest, au sud de la chaussée des Pierres Noires.

### Vie privée
La vie sentimentale de Jean Gabin est en partie liée à son métier. Le 26 février 1925, pendant une de ses premières permissions, il épouse à la mairie du 18e une jeune admiratrice, la future actrice Gaby Basset  (de son vrai nom Marie Louise Camille Basset),,. Le couple divorce le 15 juin 1931, Jean Gabin ayant entamé une liaison avec sa partenaire de scène Jacqueline Francell. Le 20 novembre 1933, trois jours après le décès de son père, il se remarie à la mairie du 16e avec Jeanne Mauchain dite Doriane Mauchain, meneuse de revue au Casino de Paris. Le divorce est prononcé le 18 janvier 1943,, « à ses torts entiers et reconnus » alors qu'il se trouve à Hollywood.
Il a des liaisons connues avec les actrices Mireille Balin, Michèle Morgan et Marlene Dietrich. En Algérie, de 1943 à 1945, il se lie avec Marie Camilleri[réf. nécessaire]. En 1945 et 1946, à Paris, il a une relation avec la jeune actrice Maria Mauban,, puis en 1947 avec Colette Mars.
Il se remarie le 28 mars 1949 à la mairie du 16e arrondissement avec un ancien mannequin de la maison de couture Lanvin, Marcelle Christiane Marie dite Dominique Fournier, (1918-2002), déjà mère d'un garçon, Jacki, et avec qui il aura trois enfants : Florence (née le 28 novembre 1949), Valérie (née le 23 septembre 1952) et Mathias (né le 22 novembre 1955),. Durant cette période, on lui prête une liaison avec l'actrice Dora Doll[réf. nécessaire].
Ses petits-fils, les acteurs Jean-Paul Moncorgé (né en 1981, fils de Florence) et Alexis Moncorgé (né en 1986, fils de Mathias), n'ont pas connu leur grand-père.

## Un acteur symbole

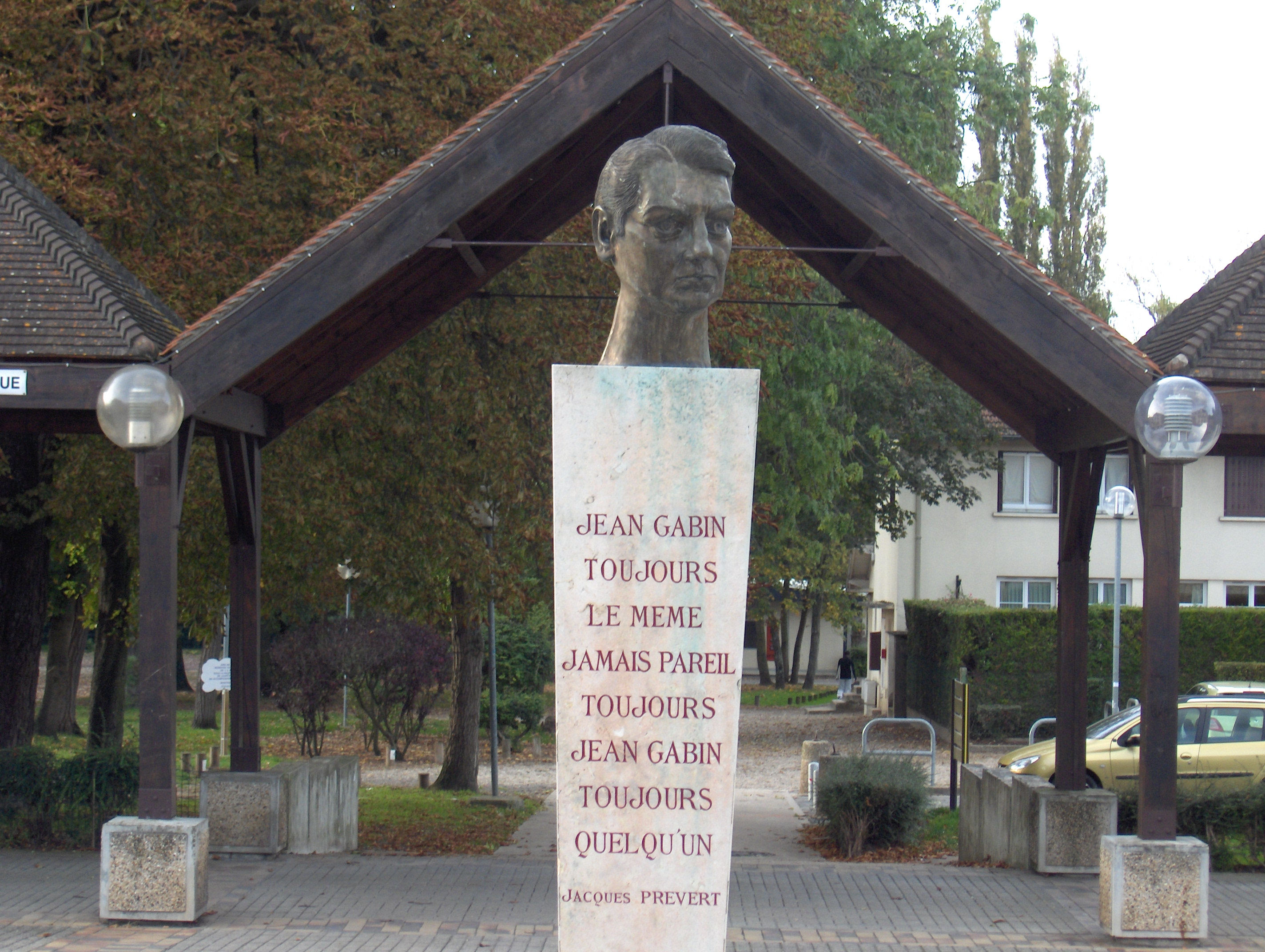
Buste de Jean Gabin sculpté par Jean Marais, place Jean-Gabin à Mériel.

Jean Gabin incarne dans les années 1930 l'homme du peuple, ouvrier, titi parisien, au temps du Front populaire : on le retrouve ainsi successivement chômeur dans La Belle Équipe (1936), spahi dans Gueule d’amour (1937), petit truand dans Pépé le Moko (1937), déserteur dans Quai des brumes (1938), cheminot dans La Bête humaine (1938), ouvrier dans Le jour se lève (1939).
L'image de l’acteur s'est parfois confondue avec celle, mythique, de ses personnages qui se sont imposés dans l’imaginaire collectif du public français au cours du XXe siècle. Les différents personnages joués par Jean Gabin, archétypes professionnels ou sociaux, sont inscrits dans l’histoire du cinéma (l’ouvrier gouailleur avant-guerre, le patriarche bourru à partir des années 1950).
Dès Archimède le clochard (1959) et durant les années 1960, les films qui mettent en scène Jean Gabin témoignent aussi d'un rejet, au cinéma, de la transformation de la France. Il apparaît dans un certain nombre de films dans lesquels la construction des grands ensembles vient détruire peu à peu le monde dans lequel il vivait. Dans Rue des prairies de Denys de La Patellière, le personnage de Gabin, qui habite une rue de Paris faubourienne et populaire, est contremaître sur le chantier des Sablons, à Sarcelles. Il est ainsi amené à construire les structures de ce qui va détruire le monde ancien dans lequel il vit, dans le XXe arrondissement de Paris. C'est aussi le cas de Mélodie en sous-sol en 1963, où il ne retrouve pas son pavillon au milieu des barres d'immeubles de Sarcelles nouvellement construites, ou du film Le Chat en 1970, où il vit dans un pavillon qui a vocation à être détruit pour faire place au quartier de La Défense.

## Théâtre
- 1923 : La Dame en décolleté[70], opérette d'Yves Mirande et Lucien Boyer, musique de Maurice Yvain, théâtre des Bouffes-Parisiens : le barman
- 1926 : Trois jeunes filles nues, opérette de Raoul Moretti, Yves Mirande et Albert Willemetz Bouffes-du-Nord : Marcel[71]
- 1929 : Flossie, opérette de Marcel Gerbidon, Charles-Louis Pothier et Albert Willemetz, musique de Josef Szulc, théâtre des Bouffes-Parisiens : William
- 1930 : Arsène Lupin banquier, opérette d'Yves Mirande et Albert Willemetz d'après Maurice Leblanc, musique de Marcel Lattès, théâtre des Bouffes-Parisiens : Gontran
- 1949 : La Soif[72], pièce d'Henri Bernstein, théâtre des Ambassadeurs

## Filmographie

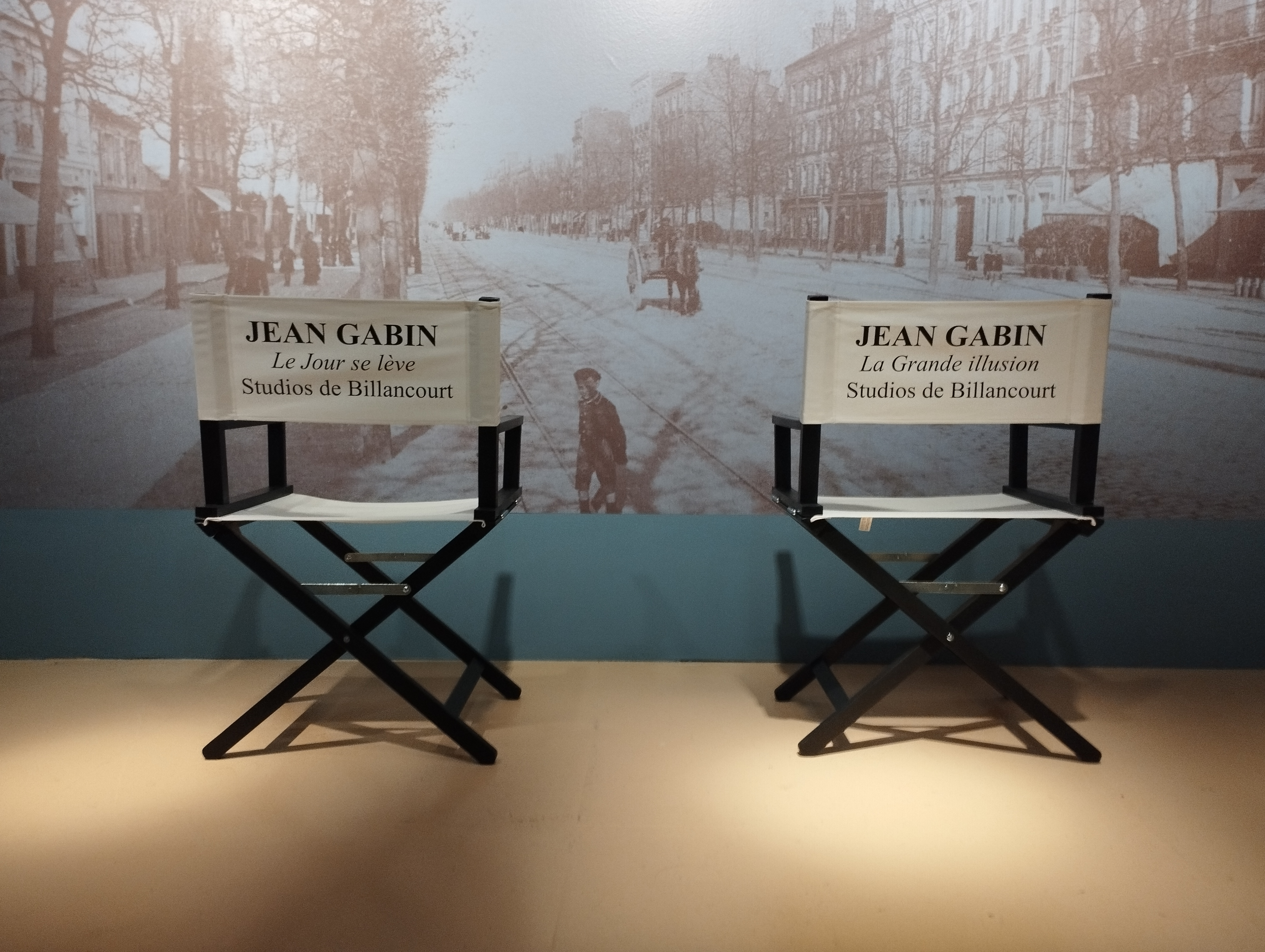
Fauteuils d'acteur des studios de Billancourt.

Avec Fernandel, Louis de Funès et Bourvil, Jean Gabin fait partie des acteurs français ayant attiré le plus grand nombre de spectateurs dans les salles de cinéma : environ 161 millions entre 1946 et 1976. Dans ce total, sur les 96 films de sa carrière, 32 (soit 34 %) sortis entre 1930 et 1945 ne sont pas comptabilisés, dont de nombreux succès comme Les Gaietés de l'escadron, La Bandera, La Belle Équipe, Pépé le Moko, La Grande Illusion, Gueule d'amour, Le Quai des brumes, La Bête humaine, Le jour se lève.

### Box-office
Ses films ayant eu la plus grande audience entre 1946 et 1976.
| Film                                      | Année | Réalisateur            | Classement | Nombre d'entrées |
| ----------------------------------------- | ----- | ---------------------- | ---------- | ---------------- |
| Les Misérables                            | 1958  | Jean-Paul Le Chanois   | 2e         | 9 940 533        |
| Napoléon (rôle très court et anecdotique) | 1955  | Sacha Guitry           | 4e         | 5 405 252        |
| La Traversée de Paris                     | 1956  | Claude Autant-Lara     | 4e         | 4 893 174        |
| Le Clan des Siciliens                     | 1969  | Henri Verneuil         | 3e         | 4 821 585        |
| Touchez pas au grisbi                     | 1954  | Jacques Becker         | 4e         | 4 713 585        |
| Le Tonnerre de Dieu                       | 1965  | Denys de La Patellière | 7e         | 4 093 000        |
| Archimède le clochard                     | 1959  | Gilles Grangier        | 6e         | 4 073 891        |
| Les Grandes Familles                      | 1958  | Denys de La Patellière | 9e         | 4 042 041        |

## Discographie
- 1930 : Chacun sa chance du film de même titre
- 1931 : Cœurs joyeux
- 1932 : La Môme caoutchouc avec Fréhel dans le film Cœur de lilas
- 1936 : Quand on se promène au bord de l'eau dans le film La Belle Équipe
- 1955 : Vingt mille lieues sous les mers, Le capitaine Nemo ; disque adapté du roman de Jules Verne et du film de Richard Fleischer.
- 1974 : Maintenant je sais

## Anecdote
Comme le rappelle Philippe Bouvard, l'acteur constituera une association (sous forme de boutade) nommée « association des anciens d'HEC », honorant ainsi les cancres, sans diplômes, tout juste issus des « Hautes Études Communales », épaulé par le patron de presse Pierre Lazareff et l'entrepreneur (fondateur de l'agence de publicité Publicis) Marcel Bleustein-Blanchet.

## Distinctions

### Décorations
- Officier de la Légion d'honneur (1976) ; chevalier (1960)
- Médaille militaire (1948)[2]
- Officier de l'ordre national du Mérite (1974)[75]
- Croix de guerre 1939-1945

### Récompenses

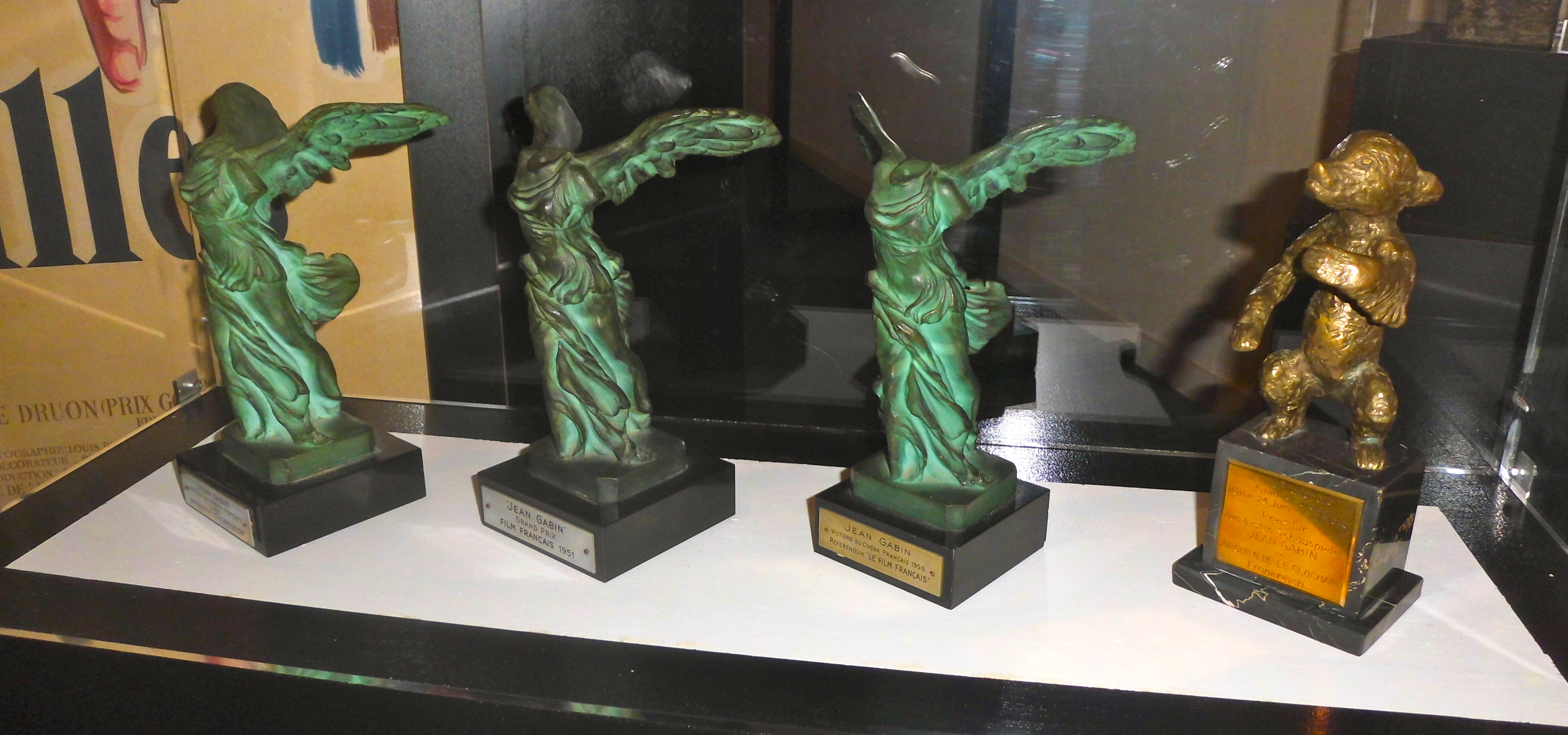
Les trois Victoires du cinéma français et l'Ours d'argent remportés par Jean Gabin au musée Jean-Gabin de Mériel.

- Mostra de Venise 1951 : Coupe Volpi de la meilleure interprétation masculine pour La nuit est mon royaume de Georges Lacombe
- Mostra de Venise 1954 : Coupe Volpi de la meilleure interprétation masculine pour L'Air de Paris de Marcel Carné et Touchez pas au grisbi de Jacques Becker
- Victoires du Cinéma français, en 1952, 1955 et 1956.
- Berlinale 1959 : Ours d'argent du meilleur acteur pour Archimède le clochard de Gilles Grangier
- David di Donatello Awards 1959 : David di Donatello du meilleur acteur étranger pour Les Grandes Familles de Denys de La Patellière
- Berlinale 1971 : Ours d'argent du meilleur acteur pour Le Chat de Pierre Granier-Deferre
- César du cinéma 1987 : César d'honneur (à titre posthume)

### Nominations
- BAFTA 1958 : British Academy Film Award du meilleur acteur étranger pour La Traversée de Paris de Claude Autant-Lara
- BAFTA 1960 : British Academy Film Award du meilleur acteur étranger pour Maigret tend un piège de Jean Delannoy

## Hommages

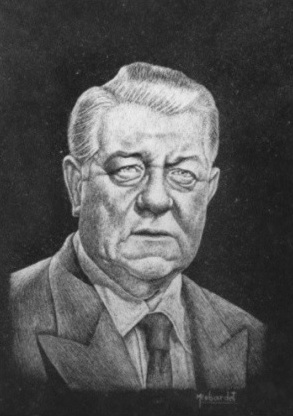
Lithogravure au musée Jean-Gabin de Mériel.

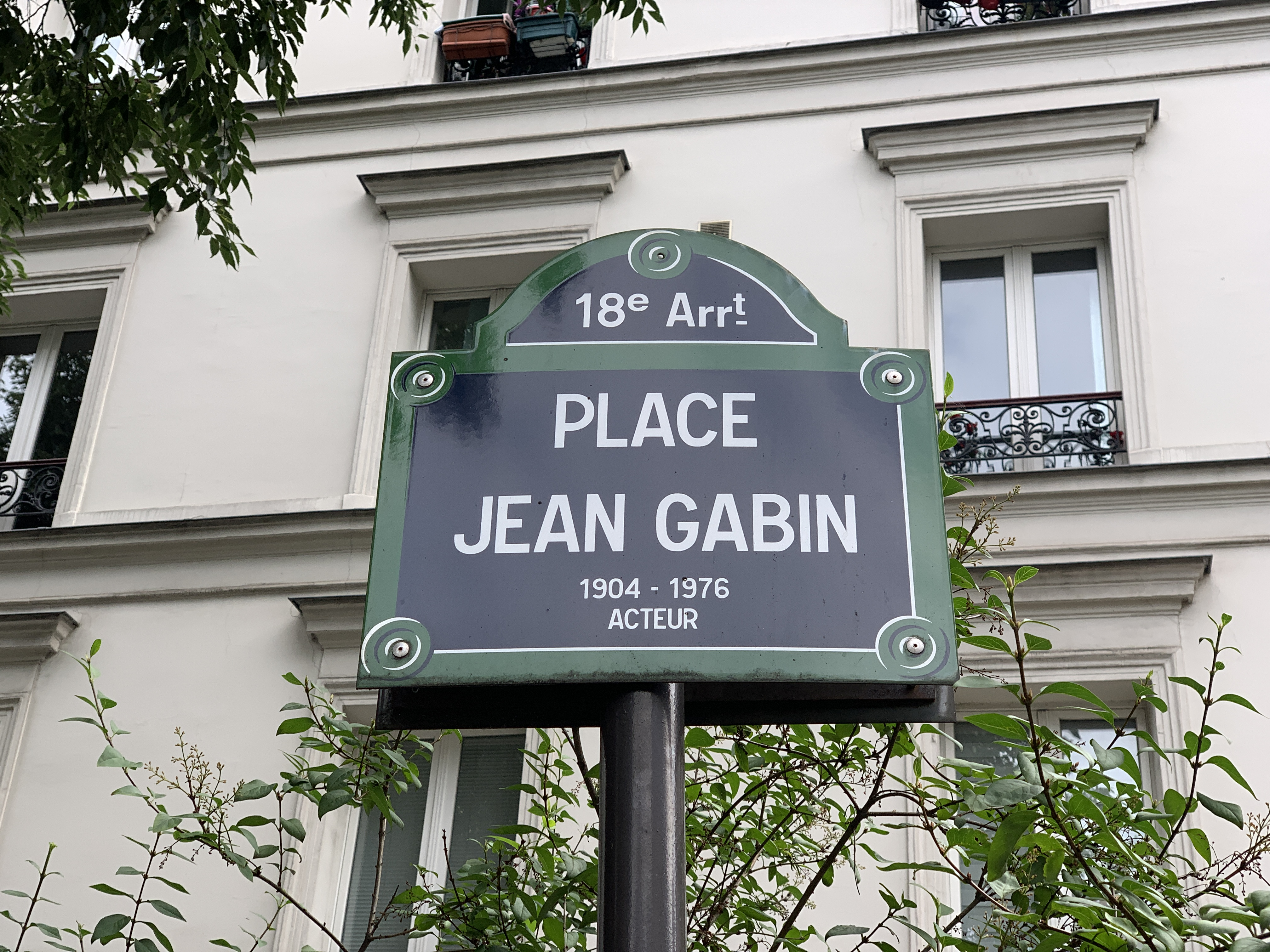
Place Jean-Gabin dans le de Paris

- En 1981, à l'initiative de Louis de Funès[76], le « monde du cinéma » lui rend hommage en créant le prix Jean-Gabin, récompense décernée tous les ans aux meilleurs espoirs masculins du cinéma français. À la suite d'un désaccord entre l'organisation et la fille de Jean Gabin, le prix est remplacé depuis 2008 par le prix Patrick-Dewaere.
- En 1992, Mériel (Val-d'Oise), la commune de son enfance, ouvre un musée Jean-Gabin qui lui est consacré, 1 place Jean-Gabin, voisin de sa maison d'enfance. Jean Marais a sculpté le buste de l'acteur qui se trouve devant le musée.
- En 2008, une place Jean-Gabin est inaugurée dans le 18e arrondissement de Paris.
- En 2011, une place Jean-Gabin est inaugurée dans la ville de Porrentruy dans la République et Canton du Jura en (Suisse).
- Une rue de la commune des Aspres et une rue de celle de Bonnefoi (Orne), sur lesquelles se trouve son domaine de La Pichonnière, portent son nom.
- L'hippodrome Jean-Gabin de Moulins-la-Marche (Orne), créé par lui à la fin des années 1950, porte son nom.
- À Jette, commune en région de Bruxelles, une place porte son nom.
- En 2023, plus de 110 rues, places (etc.) portent le nom de l’acteur[77].
- Dans la série Dix pour cent, le chien de l’agent de star Arlette Azemar, interprété par Liliane Rovère, s’appelle Jean-Gabin.
- Le rappeur français MC Jean Gab'1 a choisi son nom de scène en hommage à l'acteur.